# Sü Sin
Sü Sin (čínsky pchin-jinem Xǔ Xīn, znaky 許昕; * 8. ledna 1990 Sü-čou) je přední čínský stolní tenista a současná světová dvojka (červenec 2013) podle rankingu ITTF.
Sü Sin hraje levou rukou a používá tradiční čínský tužkový způsob držení pálky. Přestože dokáže využít i topspinový „reverse penhold backhand“ (podobně jako Wang Chao či Ma Lin), jednoznačně upřednostňuje forehand. Má větší rozsah paže než většina ostatních čínských hráčů. Je držitelem několika zlatých medailí ze světových šampionátů, ale dosud jen v družstvech či ve čtyřhře.